# علف سگ‌کش
علف سگ‌کش، علف پرستو (نام علمی: Cynanchum) نام یک سرده از زیرخانواده استبرق است.